# Gádor
Gador est une municipalité du sud-est de l'Espagne, dans la province d'Almería, communauté autonome d’Andalousie.

## Géographie

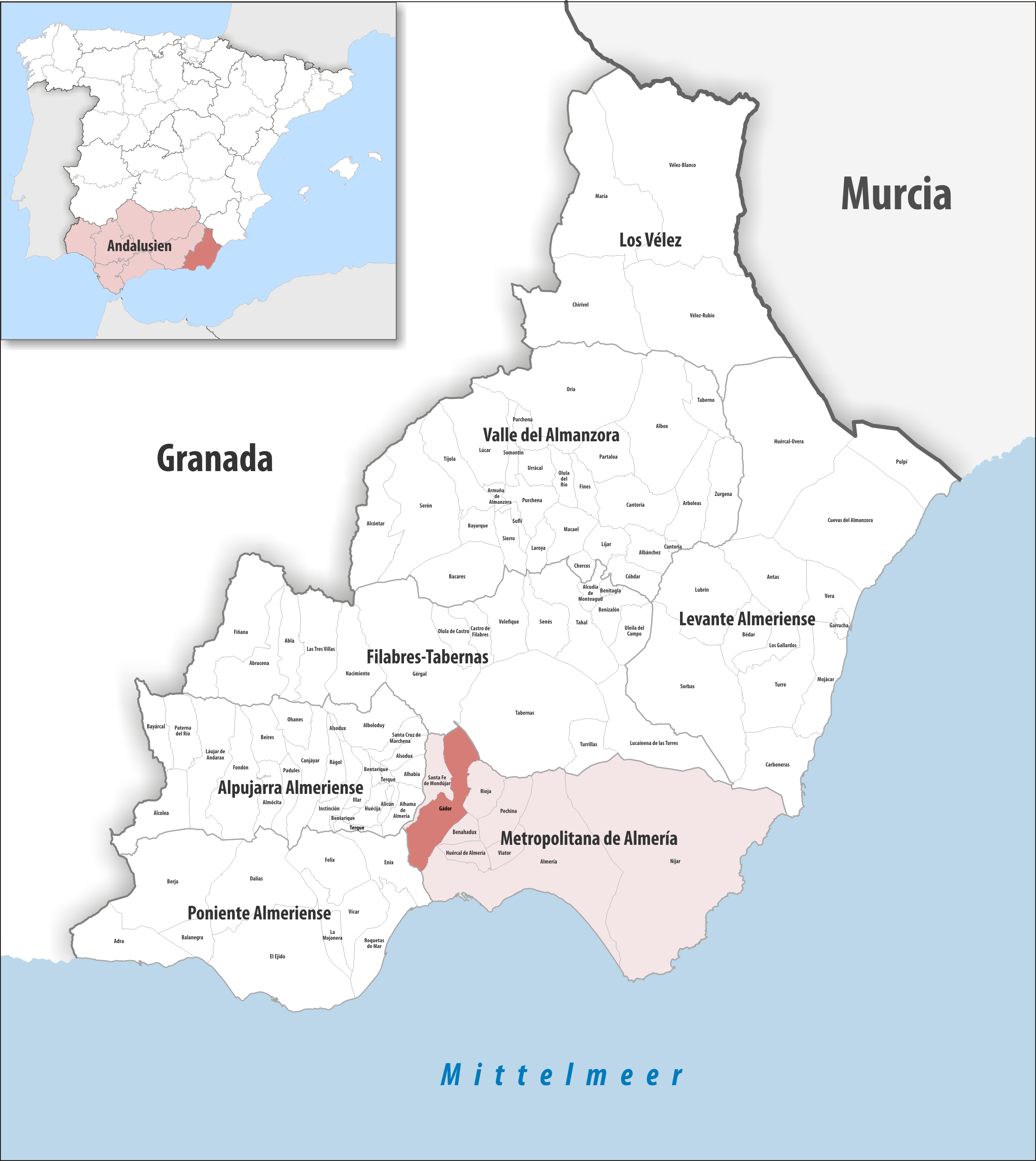
Gádor dans la comarque d'Almería, province d'Almería / en Andalousie

### Localisation
La commune de Gádor se trouve dans le sud de la province d'Almería et l'ouest de la comarque métropolitaine d'Almería.
Almería est à 16 km sud ;
Malaga à 216 km ouest ;
Madrid à 528 km nord ;
Gibraltar à 354 km ouest-sud-ouest (distances par route).

### Généralités
La commune, qui s'étire en longueur plus ou moins dans le sens nord-sud, est traversée d'ouest en est par le fleuve Andarax.
La voie ferrée Linares - Alméria passe elle aussi dans la vallée de l'Andarax.
Le tiers nord de la commune est dans le site naturel Désert de Tabernas. Le sud se trouve dans l'extrémité est de la sierra de Gádor, une zone particulièrement riche en minéraux.

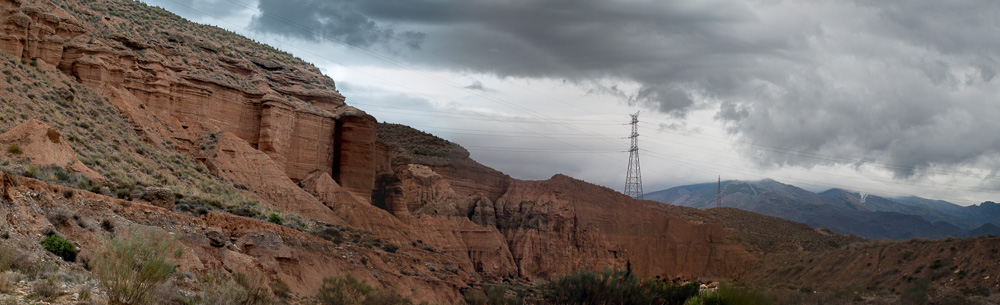
Les falaises du Rambla de las Balsas vues depuis la A-348…
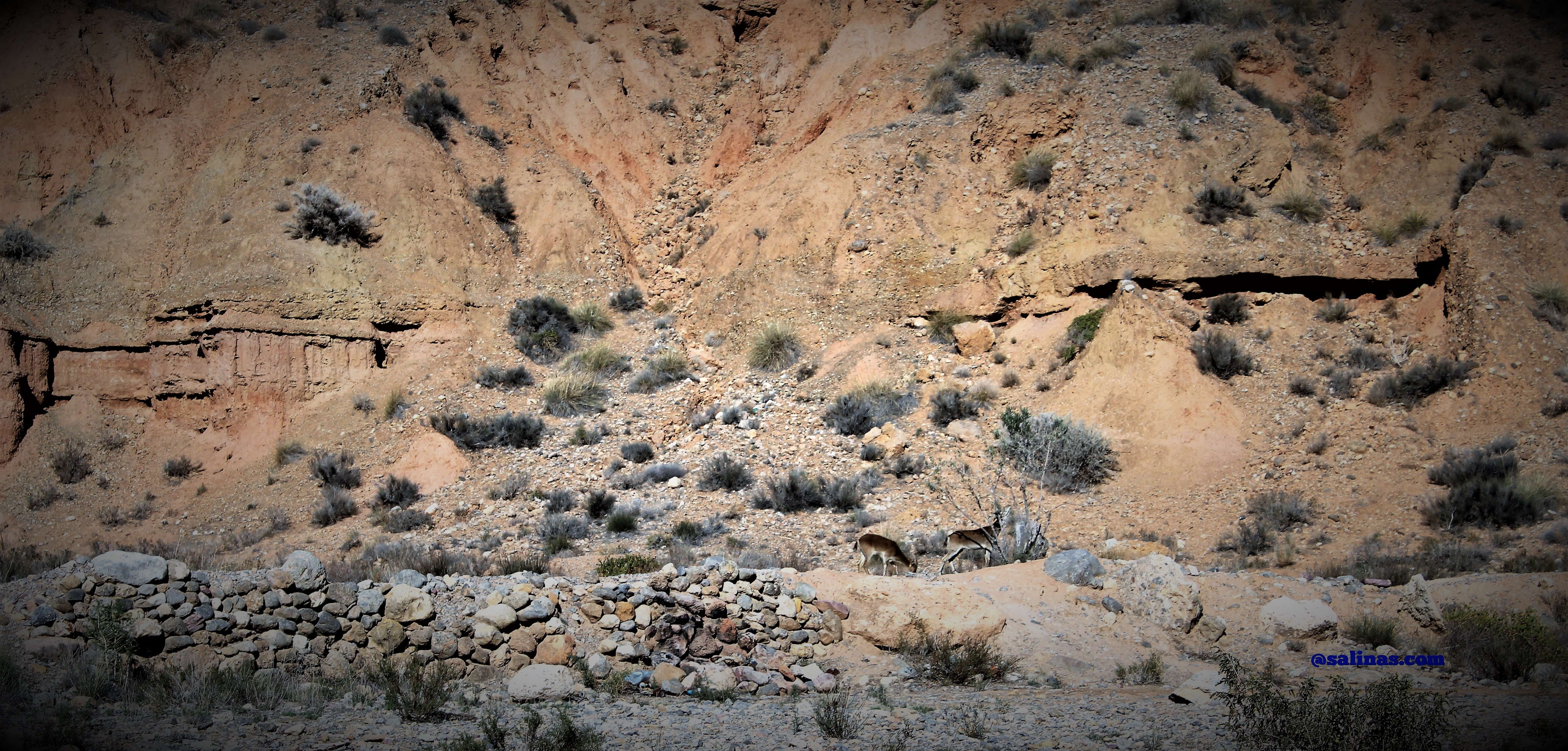
… et les chèvres qui y vivent
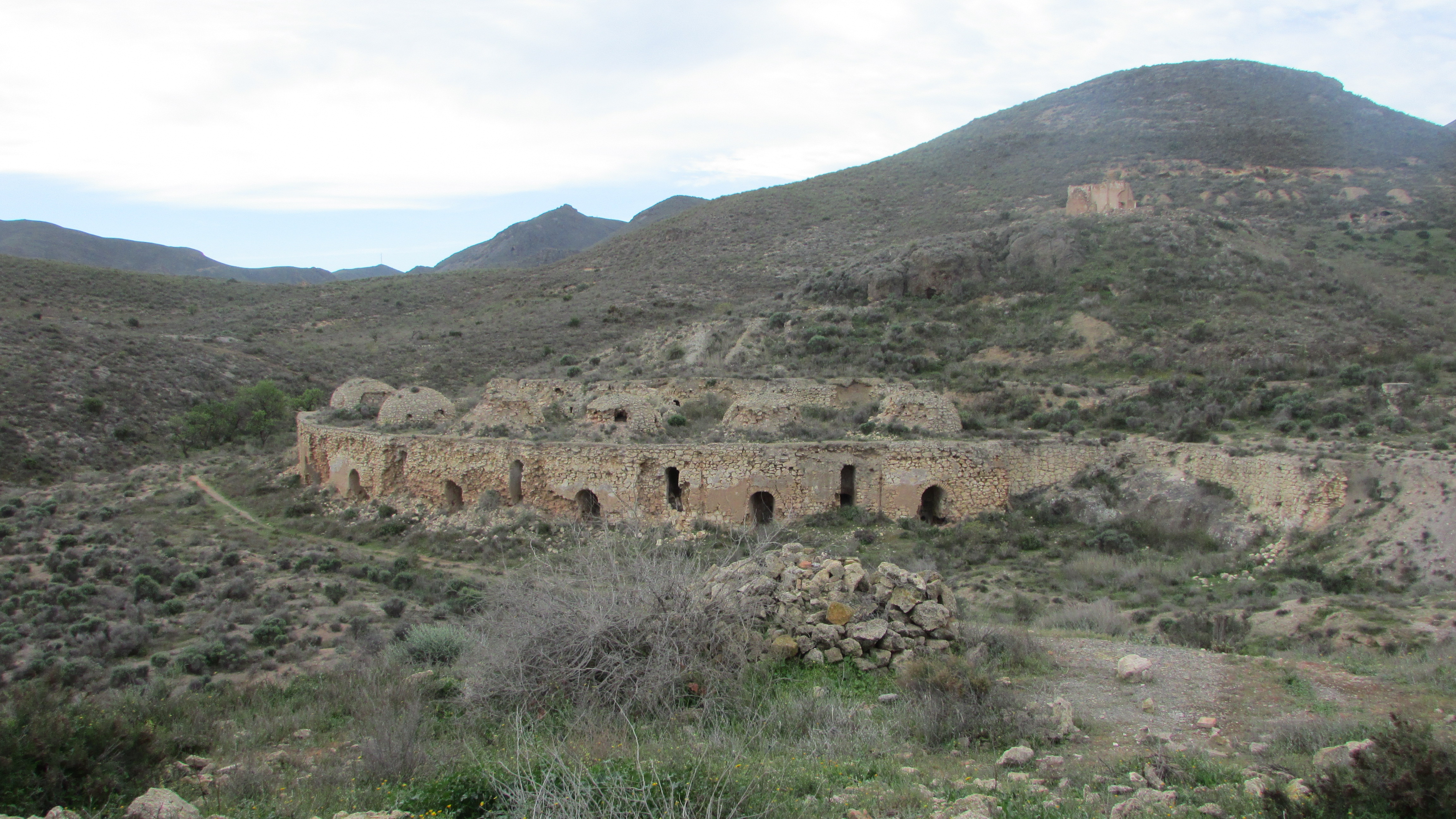
Les anciennes mines de las Balsas, surmontées de leurs fours en coupole
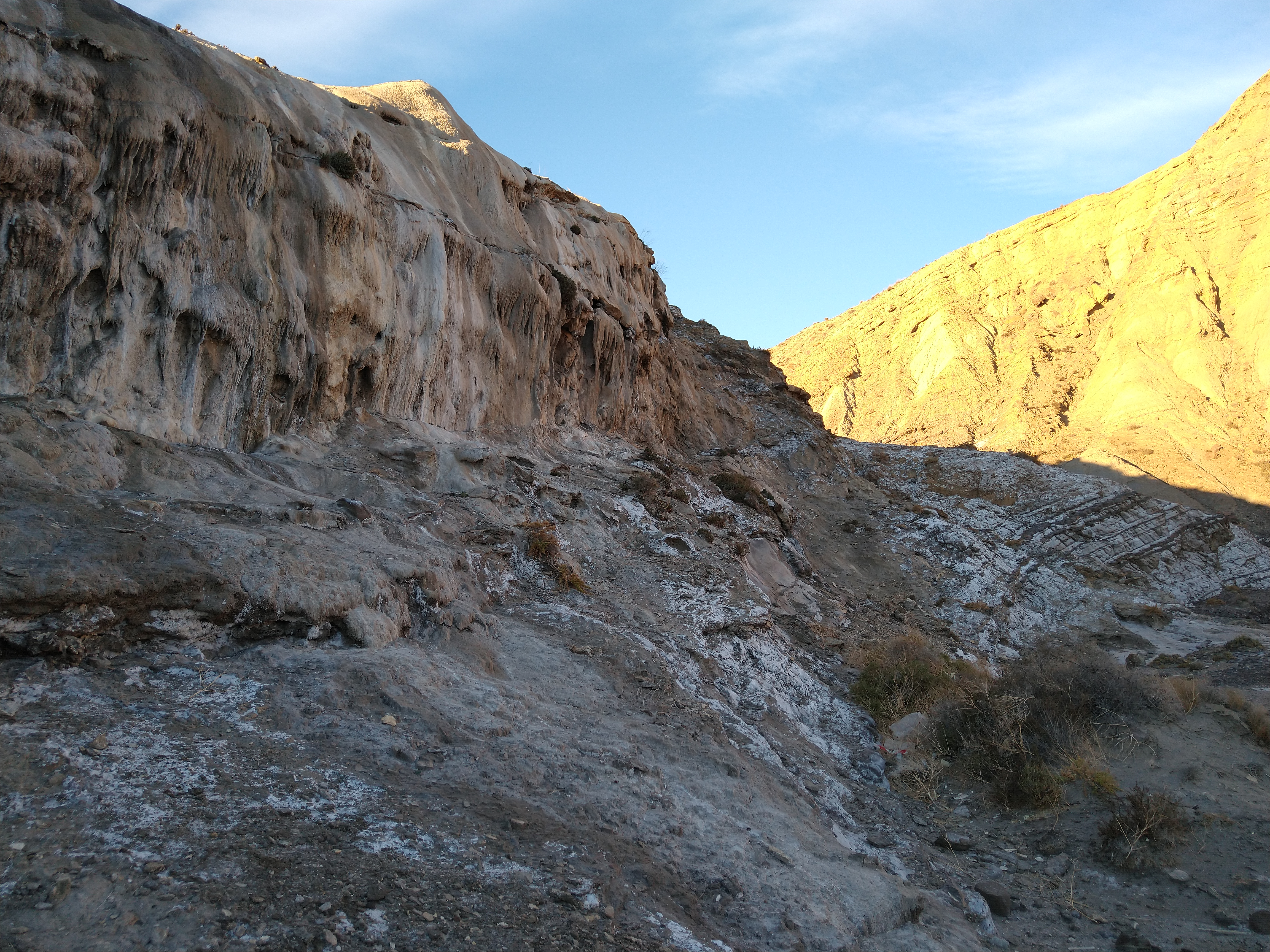
Travertins de las Salinas, désert de Tabernas
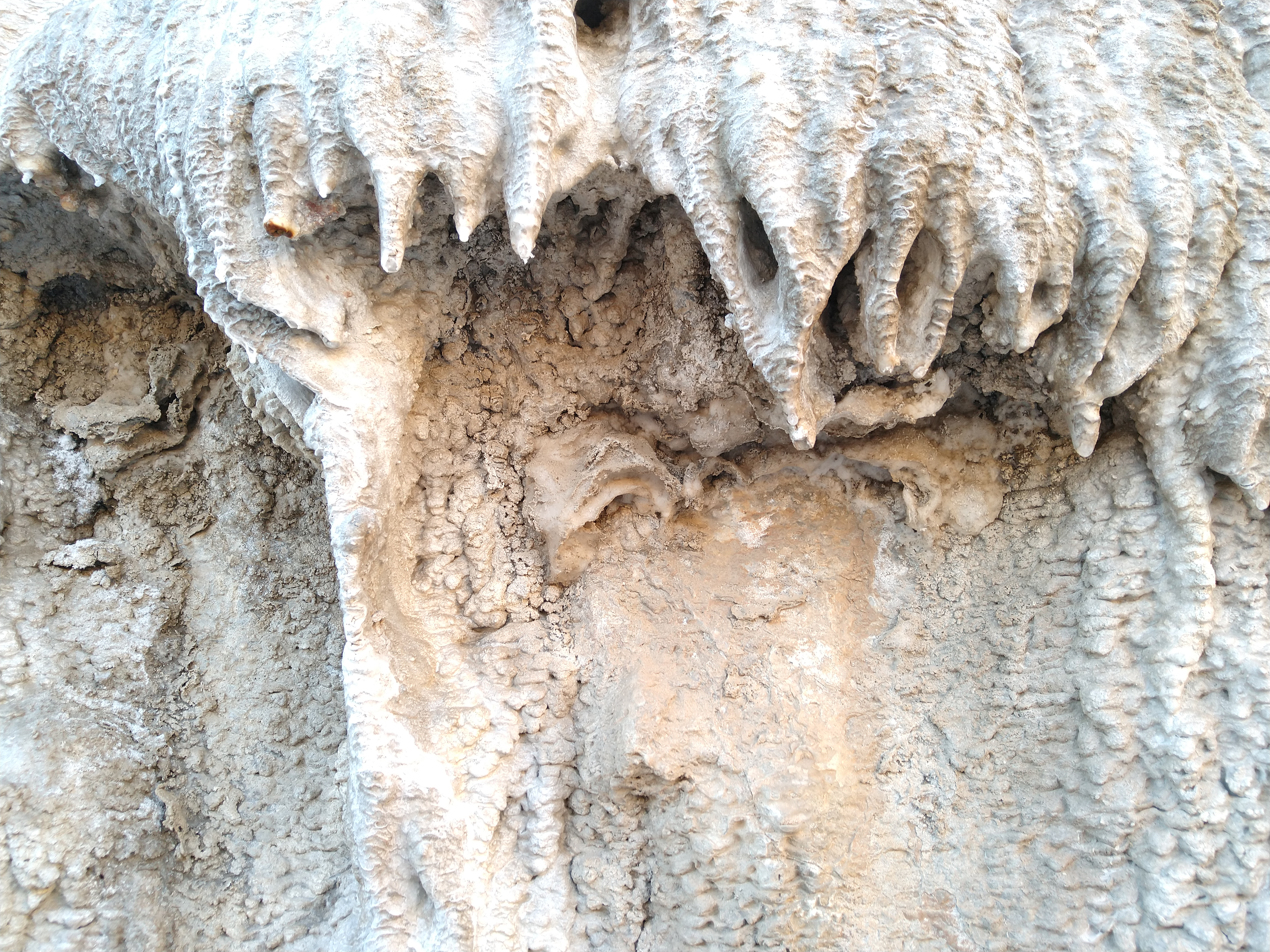
Travertins de las Salinas, détail
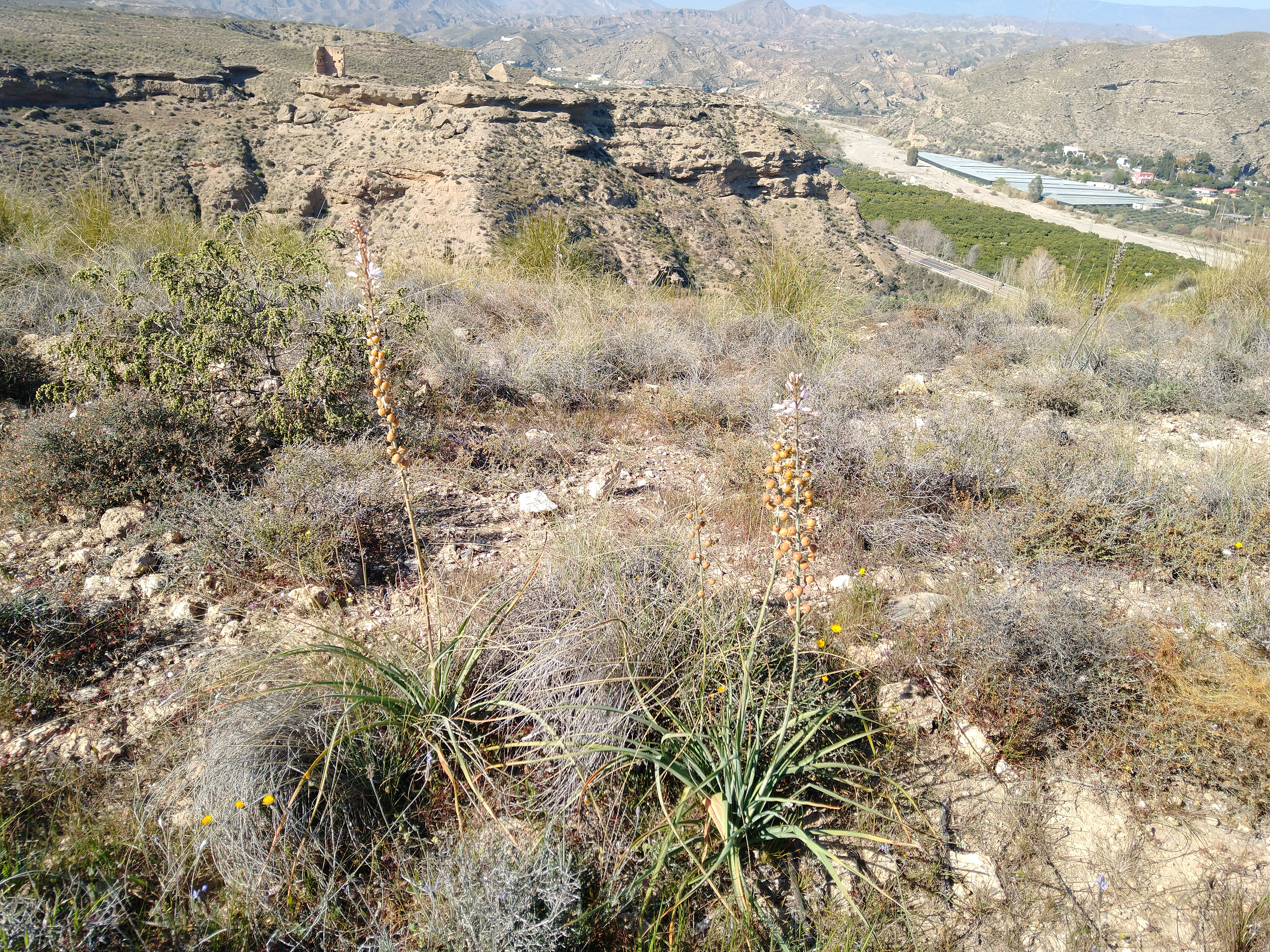
Vue depuis le mirador de l'Andarax, ouest de Gádor

En 2006, la population de Gádor était de 2 959 habitants, pour une superficie de 88 km2, d'où une densité de 33,6 hab/km².[réf. nécessaire]

## Histoire
Dans le sud-est de la commune, près du ruisseau intermittent du Huéchar, se trouvent les vestiges d'au moins sept fortins ayant participé à la défense du site de los Millares, haut-lieu de l'âge du cuivre espagnol.

## Économie
La ville compte une cimenterie du groupe suisse Holcim ; ce site est en partie sur Benahadux voisin à l'est.